# الفصل العنصري في جنوب إفريقيا

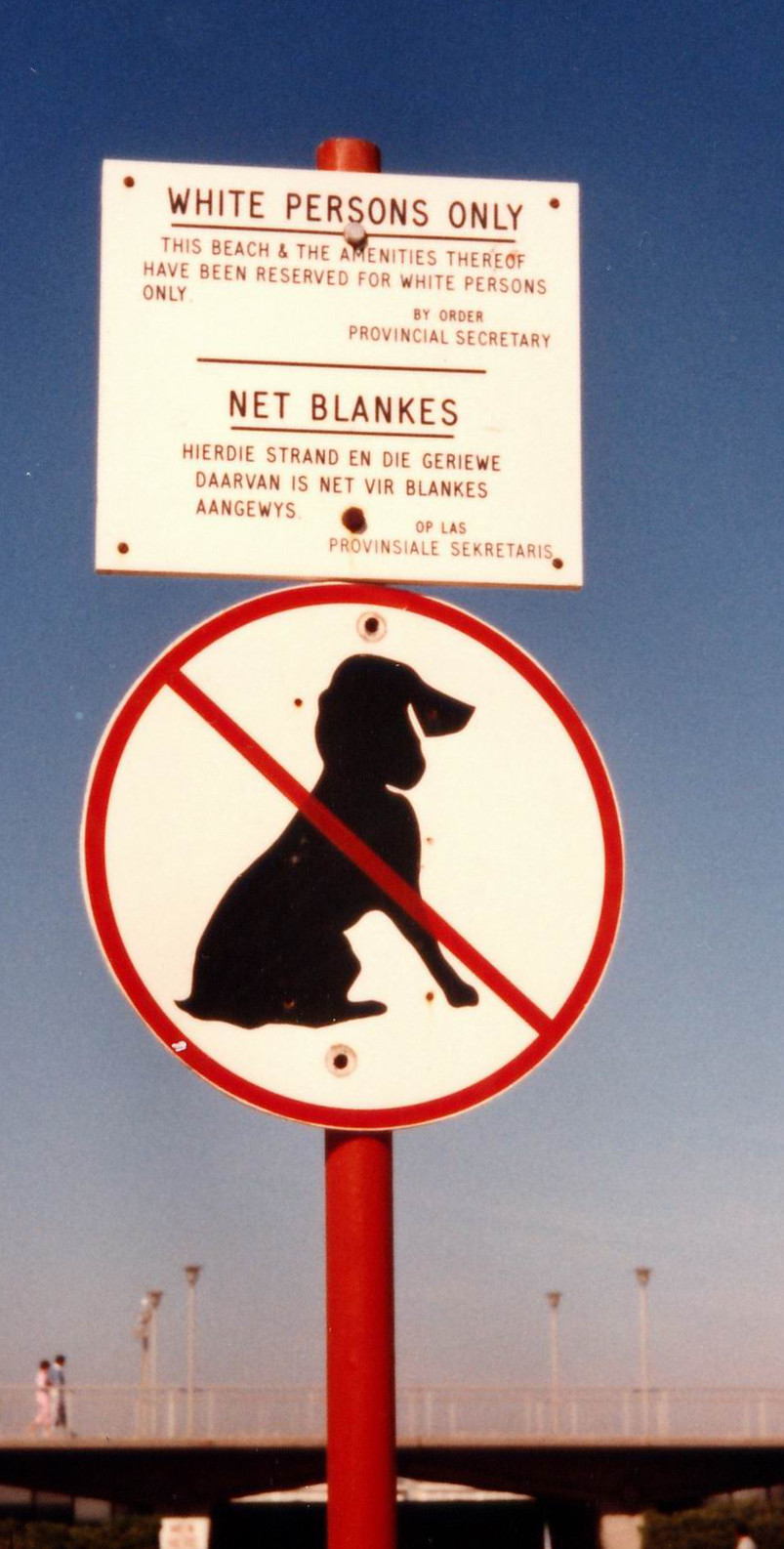

التفرقة العنصرية (أو الأبارتايد) في جنوب إفريقيا(مرادفات) هي سياسة نظام الفصل العنصري الذي حكمت من خلاله الأقلية البيضاء في جنوب إفريقيا من عام 1948 وحتى تم إلغاء النظام بين الأعوام 1990 - 1993 وأعقب ذلك انتخابات ديموقراطية عام 1994. هدف نظام الأبارتايد إلى خلق إطار قانوني يحافظ على الهيمنة الاقتصادية والسياسية للأقلية ذات الأصول الأوروبية.
قامت قوانين الأبارتايد بتقسيم أفراد سكان جنوب أفريقيا إلى مجموعات عرقية - كانت أهمها السود، البيض، «الملونون»، والآسيويين (المكونة من هنود وباكستانيين وصينيين - تم الفصل بينهم. بحسب قوانين الأبارتايد اعتبر أفراد الأغلبية السوداء مواطنو بانتوستانات (أوطان) ذات سيادة اسمية لكنها كانت في الواقع أشبه بمحميات الهنود الحمر في الولايات المتحدة الأمريكية. عمليا، منع هذا الإجراء الأفراد غير البيض - حتى لو أقام في جنوب إفريقيا البيضاء - من أن يكون له حق اقتراع إذ تم حصر تلك الحقوق في «أوطانهم» البعيدة. تم فصل أجهزة التعليم، الصحة، والخدمات المختلفة، وكانت الأجهزة المخصصة للسود أسوأ وضعا بشكل عام.
منذ الستينات، أخذت الاعتراضات الدولية على نظام الأبارتايد بالازدياد، مما أدى إلى نبذ دولة جنوب إفريقيا ومقاطعتها من قبل غالبية الدول. كل هذا بالإضافة إلى معارضة داخلية سلمية من جانب منظمات عارضت الأبارتايد أدت إلى انهيار النظام بعد أربعة عقود.

## خلفية تاريخية
في القرن الـ 17 بدأ الإستيطان الأوروبي لجنوب القارة الإفريقية. كان غالبية المستوطنين من البروتستانت ذوي الأصول الهولندية، والألمانية والفرنسية، عرفوا باسم البوير ولاحقاً باسم أفريكان. خلال القرن التاسع عشر احتلت الإمبراطورية البريطانية جنوب القارة في عملية لم تخل من حروب صعبة مع السكان الأصليين السود من جهة والبوير من جهة أخرى. حصلت جنوب إفريقيا على استقلالها عام 1911 وأصبحت إحدى دول الكومنولث البريطاني.

## نشوء الأبارتايد

### الفصل العنصري قبل عام 1948
أول استعمال معروف لكلمة «أبارتايد» كان عام 1917 خلال خطاب ألقاه جان كريستيان سماتس، الذي أصبح لاحقا رئيس وزراء جنوب إفريقيا عام 1919. ومع أن نشأة الفصل العنصري عادة تنسب إلى الحكومة الأفركانية المهيمنة على الحكم في الفترة 1948-1994 إلا أنه جزئيا هو تركة الاستعمار البريطاني الذي أدخل نظام إصدار القوانين في مستعمرة الكاب ومستعمرة ناتال خلال القرن التاسع عشر. وأسفر ذلك عن تنظيم حركة السود من المناطق القبلية إلى المناطق التي يحتلها البيض والملونون، والتي كان يحكمها البريطانيون. وقد كانت هناك أنظمة مماثلة في أستراليا وكاليدونيا الجديدة (Code de L'indigenat). والقوانين المقيدة لحركة السود لم تكن تحظر حركتهم في هذه المناطق فقط ولكن أيضا تقيد حركتهم من منطقة إلى أخرى بدون تصريح موقع بالمرور. ولم يسمح للسود بالتواجد في شوارع المدن في مستعمرة الكاب وناتال بعد حلول الظلام، وعليهم أن يحملوا تصريح مرور في كل الأوقات.
أبارتايد هو نظام الحكم والسياسة العنصرية التي اتبعتها حكومة الأقلية البيضاء في جنوب إفريقيا من عام 1948 حتى عام 1990. استندت هذه السياسة على مباديء الفصل العنصري بين المستوطنين البيض الحاكمين وبين السكان السود أصحاب الأرض الأصليين، وتفضيل الإنسان الأبيض على الإنسان الأسود في جميع المجالات. جاءت الكلمة من لغة «الأفريكان» (لغة المستوطنين البيض ذوي الأصول الهولندية) ومعناها الفصل. وقد رفضت كافة لغات العالم استقبال هذه الكلمة بترجمتها، وبقيت كما هي «أبارتايد» تعبر عن حالة متفردة من العنصرية الرسمية الصريحة المترجمة حقوقيا بالنصوص. بدأ نظام الأبارتايد كسياسة رسمية ومعلنة عام 1948 مع وصول «الحزب الوطني» اليميني الأفريكاني الأبيض إلى الحكم، والذي كان من بين أهدافه استمرار حكم العرق الأبيض في جنوب إفريقيا. عام 1990 ترأس الحكومة البيضاء «فردريك دي كلارك» الذي فاجأ العالم بإعلانه أن سياسة الأبارتايد قد فشلت. وألغى جميع قوانين الأبارتايد العنصرية التي تفرق بين المواطن الأبيض والمواطن الأسود. وسمح بتجديد عمل «الكونغرس الوطني الإفريقي» وأطلق سراح زعيمه نلسون مانديلا، وسمح بقيام الأحزاب السياسية. قام كلارك بالتنسيق مع نلسون مانديلا لإجراء انتخابات حرة يشارك فيها، ولأول مرة، كل الأعراق في البلاد. فاز حزب «الكونغرس الوطني الإفريقي» بأغلبية ساحقة في الانتخابات التي تمت عام 1994. انتقل الحكم بطريقة سلمية وهادئة، وأصبح نلسون مانديلا الأسود رئيس حكومة جنوب إفريقيا. أنشأ مانديلا لجنة «الحقيقة والمصالحة» للتحقيق في مظالم الأبارتايد وفي نفس الوقت منح العفو للبيض المسؤولين عن هذه المظالم بعد أن يبدوا الندم على أفعالهم.

### يرتكز نظام الأبارتايد على الأسس التالية
1. نشاط استيطاني ضمن مشروع كولونيالي انفصل عن الدولة أو الدول الاستعمارية الأم.
2. تشكل جماعة قومية من خلال هذا الاستيطان تؤكد على تميزها “العرقي الأرقى” عن السكان الأصليين، بحيث تعبر الدولة عن سعي هذه الجماعة إلى الحرية والاستقلال، رغم أنها تشكل أقلية ضمن سكان هذه الدولة.
3. نظام حقوقي من الفصل العنصري يبقي “العرق الأدنى” في نطاق الدولة، ولكنه يحرمه من حرية التنقل، ومن حق الاقتراع، فأبناء العرق الأدنى السكان الأصليون هم نظريا مواطنون ولكنهم في الواقع رعايا الدولة خاضعون لها، والدولة ليست تعبيرا عن تطلعاتهم، ثقافتهم، بل هي أداة لسيطرة “العرق الأرقى” عليهم.
4. سيطرة نخب “العرق الأرقى” على مقدرات البلاد الاقتصادية وثرواتها، بما في ذلك الأرض. أثمن الثروات إطلاقا.
5. ثقافة سياسية ودينية منتشرة ترتكز على نظريات عرقية تتبناها الدولة والكنيسة، وتشكل تبريرا نظريا وأخلاقيا لنظام الفصل العنصري.

لم تطالب غالبية السكان في جنوب إفريقيا بالانفصال عنها كدولة وإقامة دولة أخرى، كما لم تطالب بطرد الأقلية البيضاء التي انفصلت ثقافيا وسياسيا عن دولتها الأم فقد كانت معركة الغالبية في جنوب إفريقيا ضد الفصل العنصري ولا يمكن أن يكون الانفصال علاجا للفصل أو ردا عليه.

## المجتمع في ظل الأبارتايد
مرر الحزب الوطني سلسلة من التشريعات التي أشير إليها حينها باسم «الأبارتيد الوضيع». أولها قانون حظر الزواج المختلط رقم 55 لعام 1949، الذي حظر الزواج بين البيض والأفراد من أعراق أخرى. حظر تعديل قانون الإخلال بالآداب العامة رقم 21 لعام 1950 (بصيغته المعدلة في عام 1957 بموجب القانون رقم 23) «العلاقات غير المشروعة بين الأعراق» بين البيض والسود أو الهنود أو شخص ملون.
لم يسمح للسود بإدارة الأعمال التجارية أو الممارسات المهنية في المناطق المشار إليها باسم «جنوب إفريقيا البيضاء»، إلا إذا كان لديهم تصريح بذلك، ولا يمنح التصريح سوى بصورة استثنائية. طلب منهم الانتقال إلى «موطنهم الأصلي» للسود وإقامة أعمال تجارية وممارستها هناك. كان هناك فصل في القطارات والمستشفيات وسيارات الإسعاف. بسبب العدد الصغير من المرضى البيض، وحقيقة أن الأطباء البيض فضلوا العمل في المستشفيات التابعة لهم، كانت الظروف في المستشفيات البيضاء أفضل بكثير من نظيراتها المخصصة للسود التي غالبًا ما كانت مكتظة بالعمالة وغير مزودة بعدد كاف من الموظفين، وعانت نقصًا كبيرًا في التمويل. كانت المناطق السكنية معزولة، ولم يسمح للسود بالعيش في المناطق البيضاء إلا إذا وظفوا كخادمين، وحتى في هذه الحالة، عاشوا في أماكن مخصصة للخدم. حرم السود من العمل في مناطق البيض، إلا إذا كان لديهم تصريح بذلك، سميت تلك المناطق «دوم باس». يرجح عودة أصل هذا الاسم إلى مصطلح «فيردوم باس» الأفريكان، ويعني «التصريح البغيض». بعض المعلقين على الموضوع اقترحوا عودة الاسم إلى «دام باس» والتي تعني بالإنجليزية «التصريح التافه». لم يستبعد من هذا الحكم سوى السود المتمتعين بالحقوق التي وفرتها لهم «المادة رقم 10» (أولئك الذين هاجروا إلى المدن قبل الحرب العالمية الثانية). لم تصدر تصاريح سوى للسود الحاصلين على عمل. كان على الأزواج والأطفال أن يتركوا في مناطقهم السوداء. صدرت التصاريح لدوائر قضائية محددة (بلدة واحدة في العادة) ما يعني أن حامل التصريح لا يصرح له بالذهاب سوى إليها. كون الشخص بدون تصريح ساري المفعول جعله عرضة للاعتقال والمحاكمة لكونه مهاجرًا غير شرعي. كثيرًا ما أعقب ذلك ترحيل الشخص إلى وطنه ومحاكمة رب العمل على توظيف مهاجر غير شرعي. تقوم عربات الشرطة بدوريات في المناطق البيضاء لحشد السود غير الحاصلين على تصاريح مرور. لم يسمح للسود بتوظيف البيض في جنوب إفريقيا البيضاء.
رغم وجود نقابات العمال الخاصة بالسود والملونين منذ أوائل القرن العشرين، إلا أنه لم تنشأ حركة نقابية ضخمة للسود إلا بعد إصلاحات الثمانينات. كانت النقابات العمالية في ظل الفصل العنصري منفصلة عرقيًا، حيث كان هناك 54 نقابة للبيض دون غيرهم، و38 نقابة للهنود والملونين، و19 نقابة للسود. سن قانون التوفيق الصناعي لسنة 1956 تشريعًا ضد إنشاء نقابات عمالية متعددة الأعراق، وعمل على تقسيم النقابات متعددة الأعراق القائمة آنذاك الأعراق إلى فروع أو منظمات منفصلة على أسس عرقية.
سيطرت كل منطقة خاصة بالسود على نظامها التعليمي والصحي والأمني الخاص. لم يسمح للسود بشراء المشروبات الكحولية. لم يتمكنوا من شراء سوى البيرة ذات الجودة الرديئة المنتجة من قبل الدولة (ولو أن هذا القانون خفف لاحقًا). أيضًا، فصلت الشواطئ العامة، والمسابح، وبعض جسور المشاة، وأماكن وقوف السيارات في السينما، والمقابر، والحدائق العامة، والمراحيض العامة. لم يسمح لدور السينما والمسارح في المناطق البيضاء باستقبال السود. لم تكن هنالك عمليًا دور سينما في المناطق السوداء. لم يسمح لمعظم المطاعم والفنادق في المناطق البيضاء باستقبال السود سوى من العاملين فيها. حظر على السود حضور الكنائس البيضاء بموجب تعديل قانون الكنائس المحلية لعام 1957، إلا أن هذا القانون لم يطبق بصرامة، كانت الكنائس إحدى الأماكن القليلة التي يمكن أن تختلط فيها الأعراق دون تدخل قانوني. اضطر السود الذين كسبوا 360 راند (عملة جنوب إفريقيًا) سنويًا أو أكثر إلى دفع ضرائب، في حين كان نظير الرقم بالنسبة للبيض أعلى بأكثر من ضعفيه، وهو 750 راند في السنة. من ناحية أخرى، كان معدل الضرائب المفروضة على البيض أعلى بكثير من معدل الضرائب المفروضة على السود.
لم يسمح للسود باستملاك أراضٍ في مناطق البيض. في مواطنهم (السود)، كان قسم كبير من الأراضي عائدًا «للقبيلة»، حيث يقرر الزعيم المحلي كيفية استخدام الأرض. أدى ذلك إلى امتلاك البيض كل الأراضي الصناعية والزراعية تقريبًا والكثير من الأراضي السكنية الثمينة. جرد معظم السود من جنسيتهم جنوب الإفريقية عندما أصبحت مواطنهم «مستقلة»، ولم يعودوا قادرين على طلب جوازات سفر جنوب إفريقية. كانت شروط الحصول على جواز سفر صعبة على السود، وزعمت الحكومة أن جواز السفر امتياز وليس حق، ولم تمنح الحكومة العديد من جوازات السفر للسود. هيمن الفصل العنصري على الثقافة فضلًا عن القانون، ورسخته معظم وسائل الإعلام الرئيسية.

### التقسيم حسب اللون
صنف السكان إلى أربع مجموعات: الأفارقة والبيض والهنود والملونين (الذين كان لهم تعريف مخصص لهم في قانون جنوب إفريقيا). ضمن المجموعة الملونة أفرادًا من أصل مختلط ضم البانتو والكويسان والأوروبي والمالاي. تحدر العديد منهم من أشخاص جلبوا إلى جنوب إفريقيا من أجزاء أخرى من العالم، مثل الهند وسريلانكا ومدغشقر والصين كعبيد وعمال مستأجرين.
يعرف قانون تسجيل السكان (القانون 30 لعام 1950) مواطني جنوب إفريقيا بأنهم ينتمون إلى أحد الأجناس الثلاثة التالية: البيض أو السود أو الملونين. يعتبر السكان المتحدرون من أصل هندي ملونين بموجب هذا القانون. استخدم المظهر والقبول الاجتماعي والنسب لتحديد تصنيف الفرد في واحدة من الفئات الثلاث. يصف هذا القانون الشخص الأبيض بأنه ابن لوالدين كلاهما من البيض، ولديه «عادات وخطابات وتعاليم ووصايا وسلوكيات» الشخص الأبيض. يعرف القانون السود بأنهم ينتمون إلى عرق أو قبيلة إفريقية. أخيرًا، أشير إلى الملونين بأنهم من لا يمكن تصنيفهم سودًا أو بيضًا.
وضعت بيروقراطية الفصل العنصري معايير معقدة (وغالبًا تعسفية) وقت تنفيذ قانون تسجيل السكان لتحديد من هم الملونون. أجرى الموظفون اختبارات لتحديد ما إذا كان ينبغي تصنيف شخص ما إما ملونًا أو أبيض، أو ما إذا كان ينبغي تصنيف شخص آخر إما ملونًا أو أسود. شملت الاختبارات «اختبار قلم الرصاص)، إذ يوضع قلم رصاص في شعر الشخص المجعد، ويحرك الخاضع للاختبار رأسه. إذا علق قلم الرصاص، اعتبر الفرد أسودًا؛ وفي حال تحرك القلم، يعتبر الفرد ملونًا. شملت الاختبارات الأخرى فحص أشكال خطوط الفك والأرداف وقرص الأفراد لسماع ما سيقولونه عندها (مثل أوتش أو آخ). نتيجة لتلك الاختبارات، صنف أفراد من العائلة نفسها في مجموعات عرقية مختلفة. حددت اختبارات إضافية عضوية مختلف المجموعات العرقية الفرعية للأفراد الملونين.
في ظل التمييز العنصري، كان الأفراد الملونون مجبرين على العيش في بلديات منفصلة، على النحو المحدد في قانون مناطق الجماعات لعام 1950. أجبروا في بعض الحالات على ترك منازلهم التي كانت أسرهم تشغلها لأجيال، وتلقوا تعليمًا أدنى، وإن كان أفضل من التعليم الذي يتلقاه الأفارقة. لعبوا أيضًا دورًا هامًا في الحركة المناهضة للفصل العنصري: مثلًا، ضمت المنظمة السياسية الإفريقية التي أنشئت سنة 1902 عضوية من الأفراد الملونين فقط.

## الهامش
- مرادفات الفصل العنصري في جنوب أفريقيا[14][15] أو المَيز العنصري[16] أو التفرقة العنصرية[15] في جنوب إفريقيا[17](مرادفات) (أو أبارتايد أو أبارتيد أو أبارتايد، بالأفريكانية Apartheid ‎[əˈpɑrtheɪt]‏ أي فصل)